# Гурамишвили, Ольга Александровна
Ольга Александровна Гурамишвили (груз. ოლღა გურამიშვილი-ნიკოლაძე, 1855—1940) — грузинская просветительница и биолог, жена грузинского политического и общественного деятеля Нико Николадзе, основательница первой в Российской империи сельской женской гимназии.

## Ранние годы
Ольга Гурамишвили родилась 29 июля 1855 года в северном пригороде Тифлиса селе Квемо-Авчала, в семье Кетеван Туманишвили и Александра Гурамишвили. Приходилась дальней родственницей выдающемуся грузинскому поэту XVIII века Давиду Гурамишвили и своей крёстной, поэтессе и педагогу Ольге Гурамишвили-Чавчавадзе. По окончании школы училась в тифлисской женской гимназии, окончила её с отличием. Заинтересовавшись науками о живой природе, она посетила в Тифлисе публичные лекции физиолога Ивана Тархнишвили (Тарханова) и приняла решение получить университетское образование в Европе.

## Университет
Отец Ольги Гурамишвили был категорически против образования в Европе, но её мать княгиня Кетеван Ревазовна одобрила устремления дочери и в 1872 году семнадцатилетняя Ольга отправилась в Цюрих. Чтобы обойти ограничения на выезд по возрасту и сесть на пароход в Батуми, она взяла у своей старшей подруги Ефросинии Николадзе её паспорт. На пароходе, следовавшем в Константинополь, она впервые встретилась и познакомилась с братом Ефросинии, Нико Николадзе, своим будущим мужем. Вместе с ней в университет Цюриха тем же пароходом ехали её подруги Богумила Земянская, Мариам Церетели, Екатерина Николадзе и другие.
Во время учёбы Ольги Гурамишвили в университете Цюрих был центром российской революционной эмиграции и грузинские студенты тоже были вовлечены в дискуссии о новых социалистических идеях. Нико Николадзе вместе с Сергеем Месхи и Георгием Церетели основали в Цюрихе общество «Угели» (უღელი — упряжка), объединявшее демократически настроенных грузинских студентов, мечтавших об освобождении и демократизации Грузии. Ольга Гурамишвили с подругами присоединились к «Угели» и активно участвовали в практической работе общества. В ноябре 1873 года многие грузинские студенты, в том числе и Ольга Гурамишвили, перешли из цюрихского университета в университет Женевы, создав там вторую ячейку «Угели». В воспоминаниях Николая Морозова и Веры Фигнер можно встретить слова про трёх внимательных грузинских студенток, посещавших все собрания: Ольгу Гурамишвили, Мариам Церетели и Екатерину Николадзе.
В Женеве Нико Николадзе увлёкся Гурамишвили и сделал ей предложение, но она отказала ему, не желая отвлекаться от учёбы и поступаться свободой. В июле 1875 года Николадзе женился на её подруге Богумиле Земянской, но сохранил с Гурамишвили добрые отношения и регулярно переписывался с ней. Основное время Ольга Гурамишвили уделяла учёбе на факультете естествознания, в женевском университете она посещала лекции ректора и заведующего кафедрой зоологии Карла Фохта, став его любимой студенткой.

## Работа и замужество
В 1875 году, получив диплом педагога, Гурамишвили вернулась в Россию, сначала в Санкт-Петербург, но оттуда она была быстро выслана за революционную работу домой в Тифлис. Друг семьи Гурамишвили Яков Гогебашвили пригласил её на должность преподавателя в Тифлисскую дворянскую гимназию, что встретило возражения со стороны попечителя учебного округа К. П. Яновского, считавшего что женщина не может преподавать мужчинам. Гогебашвили тем не менее сумел убедить Яновского присутствовать на пробном уроке и Яновский после урока разрешил Гурамишвили работать в гимназии и рекомендовал другим учителям брать с неё пример. В гимназии Ольга Гурамишвили преподавала с 1878 по 1881 годы.
В 1880 году Нико Николадзе расстался со своей первой женой Богумилой Земянской и, вернувшись из Парижа в Тифлис, вновь сделал предложение Ольге Гурамишвили. Она согласилась и последовала за ним в Петербург в 1881 году, хотя формально выйти замуж за него не могла из-за длительной процедуры развода, требовавшей одобрения Синода. Весной 1883 года брак Николадзе и Земянской был расторгнут и в июле 1883 года Ольга Гурамишвили и Нико Николадзе ненадолго приехали Тифлис чтобы обвенчаться в храме Кашвети. В салоне семьи Николадзе в Петербурге собирались деятели литературы и искусства: там можно было встретить Михая Зичи, Гиго Габашвили, писателей К. М. Станюковича и Г. И. Успенского, композитора Н. А. Римского-Корсакова. Композитор Валентина Серова считала Ольгу Гурамишвили идеальным воплощением Юдифи из своей оперы «Уриэль Акоста».

## Переезд в Диди Джихаиши
В 1884 году в семье Николадзе родилась дочь Русудан и Нико нашёл возможным сообщить жене, что у него есть внебрачная дочь Нино Макарова, родившаяся в 1872 году и с тех пор живущая в петербургском приюте. Ольга Александровна приняла решение забрать Нино в семью и с тех пор воспитывала её вместе со своими детьми. В 1886 семья Николадзе вернулась из Петербурга в Грузию. Нико Николадзе и Ольга Гурамишвили были единодушны в том, что детям лучше жить ближе к природе, поэтому Николадзе продал имущество в Петербурге и использовал средства для обустройства семейного дома в Диди Джихаиши вблизи Кутаиси. Там в 1888 году у Нико и Ольги родился сын Георгий, а в 1892 — дочь Тамара.
Сразу после переезда Ольга Александровна открыла в Диди Джихаиши женскую школу, а в 1894 году — первую в России сельскую женскую гимназию, ориентированную на изучение сельского хозяйства. При школе и гимназии был организован отдел обучения шелководству и ковроткачеству, для которого из Франции выписывали коконы белого шелкопряда. В гимназии некоторое время преподавала Нино Макарова, окончившая Кутаисскую женскую гимназию, в 1895 году она вышла замуж за Ивана Зурабишвили и уехала из  Диди Джихаиши.
В конце 1894 года Нико Николадзе был избран городским головой Поти и в течение последующих двенадцати лет, до 1906 года, оставался на этом посту. Ольга Гурамишвили и дети последовали за ним, но семья часто приезжала в Диди Джихаиши, расположенное в 80 километрах от Поти. Ольга Гурамишвили продолжала уделять внимание народному образованию, входила в городской попечительский совет Поти.

## Революционные годы и советская Грузия
Революцию 1917 года Ольга Гурамишвили с семьёй встретила в Петербурге, куда Нико Николадзе незадолго до того был приглашён в редакционный совет газеты «Русская воля». Февральскую революцию и образование Временного правительства семья Николадзе приняла с энтузиазмом, дочери Русудан и Тамара, к тому времени получившие университетское образование, работали в Петросовете телефонистками. После Октябрьской революции «Русская воля» была закрыта и семья вернулась в Грузию, где Нико Николадзе участвовал в налаживании экономики молодой республики, для чего в 1920 выехал в Лондон на переговоры об инвестициях в промышленность Грузии. После советизации Грузии Ольга Гурамишвили и Николадзе остались в Лондоне, откуда вернулись в Тифлис в 1926 году.
В советской Грузии все члены семьи Николадзе посвятили себя образованию и науке. Старшая дочь Русудан стала профессором химии Тбилисского государственного университета, сын Георгий был в числе основателей грузинской математической школы, младшая дочь Тамара читала лекции на кафедре физиологии ТГУ.

## Кончина и память
Ольга Гурамишвили скончалась в 1940 году в Тбилиси и была похоронена рядом с мужем в Дидубийском пантеоне. В 1957 году останки Нико Николадзе и Ольги Гурамишвили были перенесены в пантеон Мтацминда. В Грузии чтут память о ней, как об одной из первых грузинок, получивших высшее образование и впоследствии внесшей большой вклад в просвещение женщин. В 2018 году её именем была названа одна из улиц в Тбилиси.

## Семья
- Отец князь Александр Гурамишвили
- Мать княгиня Кетеван Ревазовна Туманишвили
- Муж Нико Николадзе (1855—1928) — грузинский публицист, просветитель и общественный деятель[2].

- Приёмная дочь Нино Макарова (1872—1959), была внебрачной дочерью Нико Николадзе. Её мать Анна Макарова умерла при родах и Николадзе оплачивал содержание дочери в приюте. Ольга Александровна забрала Нино из приюта и воспитывала её в семье Николадзе вместе со своими родными детьми. Впоследствии Нино Макарова вышла замуж за Ивана Зурабишвили.

- Правнучка Саломе Зурабишвили (род. 1952) — французский дипломат и пятый президент Грузии.
- Правнучка Элен Каррер д’Анкосс (род. 1929) — историк, политолог, занимает кресло номер 14 в Французской академии.

- Дочь Русудан (1884—1981). В 1911 году вышла замуж за российского историка Михаила Полиевктова. Профессор органической химии Тбилисского государственного университета
- Сын Георгий (1888—1931), один из основоположников советской грузинской математической школы. Жена — Жоржетта Вахтанговна Гамбашидзе, внучка протоиерея Давида Гамбашидзе.
- Дочь Тамара (1892—1939), физиолог, лектор кафедры физиологии Тбилисского государственного университета, была замужем за математиком Николозом Мусхелишвили.